# Gare de Belval-Rédange
Ne doit pas être confondu avec Gare de Rédange (France).
Pour les articles homonymes, voir Gare de Belval (homonymie).
La gare de Belval-Rédange est une gare ferroviaire luxembourgeoise de la ligne 6f, d'Esch-sur-Alzette à Pétange, située à Belvaux section de la commune de Sanem dans le canton d'Esch-sur-Alzette et à proximité de la commune française de Rédange.
C'est une halte voyageurs de la Société nationale des chemins de fer luxembourgeois (CFL).

## Situation ferroviaire
Établie à 327 mètres d'altitude, la gare de Belval-Rédange est située au point kilométrique (PK) 10,730 de la ligne 6f, d'Esch-sur-Alzette à Pétange, entre les gares de Belvaux-Soleuvre et de Belval-Lycée.

## Histoire
La ligne d'Esch-sur-Alzette à Pétange fut ouverte à l'exploitation par la Compagnie des chemins de fer Prince-Henri le 1er août 1873; la station de Belval-Rédange n'a été mise en service qu'en 1895.
Le bâtiment voyageurs a été détruit en mai 1989.

## Service des voyageurs

### Accueil
Halte CFL, c'est un point d'arrêt non géré avec deux quais et deux abris. Elle est équipée d'un automate pour l'achat de titres de transport.
L'accès aux quais et la traversée des voies s'effectuent par passage sous voies.

### Desserte
Belval-Rédange est desservie par des trains Regional-Express (RE) et Regionalbunn (RB) qui exécutent les relations suivantes, :
- Luxembourg - Rodange ;
- Troisvierges - Luxembourg - Rodange.

### Intermodalité
Un parc pour les vélos (7 places) et un parking pour les véhicules (20 places) y sont aménagés. L'arrêt de bus le plus proche, Belvaux, Grenz, est situé à 400 m par la voie publique à la frontière avec la France et est desservi par la ligne 642 du Régime général des transports routiers.

## Projet
Dans le cadre du Plan national de mobilité 2035, les gares de Belval-Rédange et Belvaux-Soleuvre seront remplacées par une nouvelle gare « Belvaux-Mairie » située à mi-distance des haltes actuelles, plus proche des zones d'habitations et en correspondance avec le futur tramway rapide entre la capitale et le sud du pays.